# François Piétri

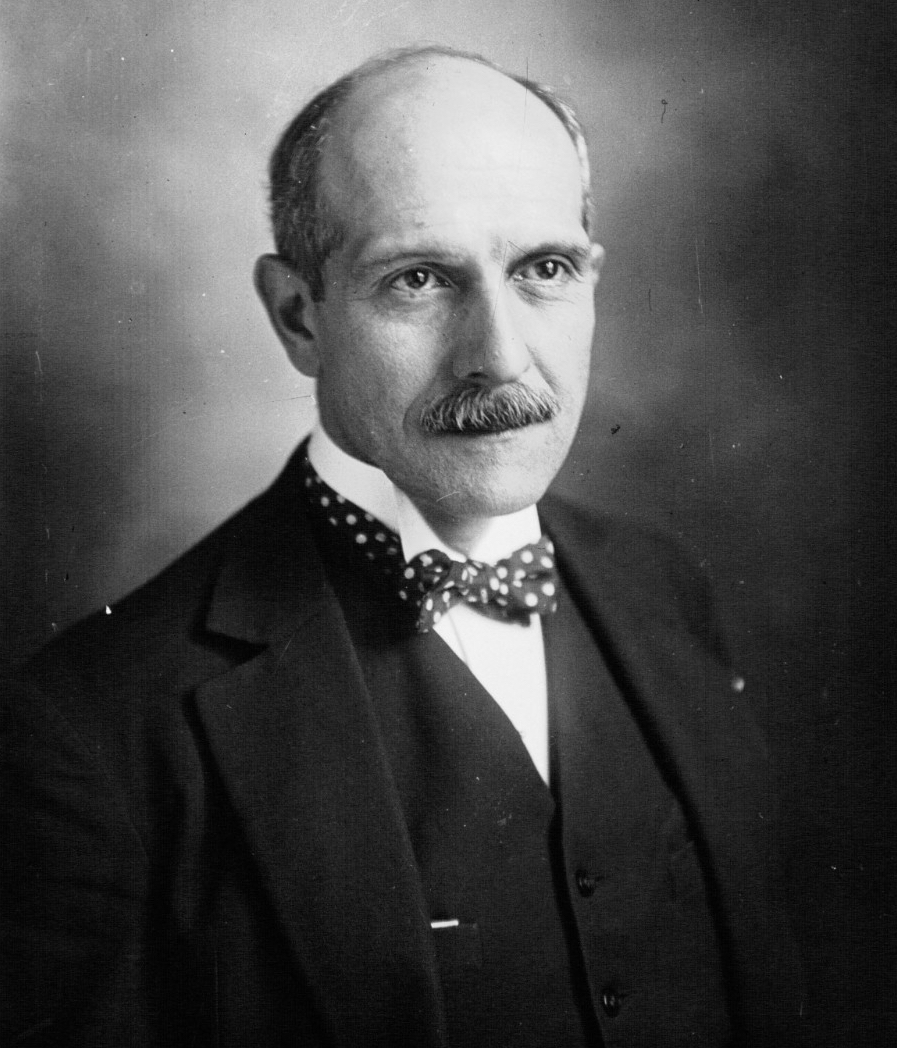
François Piétri (1929)

François Sampiero Sébastien Marie Jourdan Piétri (* 8. August 1882 in Bastia, Département Haute-Corse, Korsika; † 18. August 1966 in Sartène, Département Corse-du-Sud, Korsika) war ein französischer Politiker, Diplomat und Schriftsteller, der unter anderem zwischen 1924 und 1942 Mitglied der Nationalversammlung, von 1929 bis 1930, 1930 und 1933 Kolonialminister, zwischen 1931 und 1932 Haushaltsminister, 1932 Minister für nationale Verteidigung, 1934 Finanzminister, zwischen 1934 und 1935 Minister für die Kriegsmarine, 1935 kommissarischer Minister für die Handelsmarine sowie 1935 bis 1936 Marineminister war. Während des Zweiten Weltkrieges war er zwischen 1940 und 1944 Botschafter in Spanien.
1956 erhielt er für sein literarisches Gesamtwerk den Grand Prix Gobert.

## Leben

### Studium, Regierungsbeamter und Erster Weltkrieg
François Piétri war der Sohn des Regierungsbeamten Antoine Piétri und dessen Ehefrau Claude Gavini sowie ein Cousin zweiten Grades von Pierre Marie Piétri und Joseph Marie Piétri, die beide Polizeipräfekten von Paris sowie Mitglied des Senats waren. Er wuchs in Alexandria auf, wo sein Vater Rechtsberater der Regierung der Khediven von Ägypten, Tawfiq beziehungsweise dessen Nachfolger Abbas, war. Er besuchte zwischen 1895 und 1899 das Collège Stanislas in Paris und nahm zwischen 1897 und 1898 am Concours général teil, ein landesweiter Wettbewerb im französischen Bildungswesen, der dazu dient, seit 1747 jedes Jahr die besten Schüler der Abschlussklasse und der Vor-Abschlussklasse am Lycée zu ermitteln. Nachdem er 1900 ein grundständiges Studium mit dem Licencié ès lettres beendet hatte, begann er ein postgraduales Studium der Rechtswissenschaft sowie der Politikwissenschaften, das er 1903 mit einem Doktor der Rechte sowie mit einem Diplom der Politikwissenschaften abschloss. 1906 legte er die Abschlussprüfung für die Laufbahn eines Finanzinspektors ab und war nach verschiedenen Tätigkeiten in der Finanzverwaltung zunächst stellvertretender Kabinettschef und schließlich zwischen 1911 und 1912 Kabinettschef von Premierminister Joseph Caillaux.
Zu Beginn des Ersten Weltkrieges wurde Piétri im August 1914 als Feldwebel des in Nancy stationierten 264. Infanterieregiments einberufen und wurde nach einer Verwundung während der Schlacht um Verdun im Februar 1916 zum Leutnant sowie bald darauf zum Oberleutnant befördert. Im Mai 1916 wurde er nach der Belagerung des Fort Douaumont evakuiert und in die Vogesen versetzt. Im August 1917 kehrte er in den Staatsdienst zurück und übernahm den Posten als Generaldirektor für Finanzen in Französisch-Marokko. Als solcher unterstützte er bis Mai 1924 den Generalresidenten für Marokko, Marschall Hubert Lyautey, beim Aufbau eines Finanz- und Haushaltswesens in diesem französischen Protektorat und nahm 1922 auch als technischer Berater im Range eines Ehren-Generaldirektors der Finanzen an der Konferenz von Tanger teil.

### Mitglied der Abgeordnetenkammer und Unterstaatssekretär
Bei den Wahlen vom 11. Mai 1924 wurde Piétri für die Liste der Republikanischen Linke (Républicains de gauche) mit 23.954 Stimmen in Korsika erstmals zum Mitglied der Abgeordnetenkammer gewählt. Er wurde zunächst Mitglied des Finanzausschusses sowie des Rentenausschusses und war in den Haushaltsjahren 1923 bis 1926 Berichterstatter für den Rentenhaushalt. Im zehnten Kabinett von Premierminister Aristide Briand fungierte er zwischen 28. November 1925 und dem 17. Juli 1926 als Unterstaatssekretär im Finanzministerium und war als solcher engster Mitarbeiter von Finanzminister Joseph Caillaux. Bei den Wahlen vom 22. April 1928 wurde er für die Alliance démocratique mit 8.747 Stimmen wieder zum Mitglied der Nationalversammlung gewählt, wobei er sich deutlich gegen seinen Gegenkandidaten Giacobbi durchsetzen konnte, auf den 4.695 Stimmen entfielen. In der Folgezeit war er wieder Mitglied des Finanzausschusses.

### Minister und Wiederwahlen als Abgeordneter
Am 3. November 1929 wurde Piétri im ersten Kabinett von Premierminister André Tardieu erstmals Kolonialminister (Ministre des Colonies) und hatte dieses Ministeramtz bis zum 21. Februar 1930 inne. In dieser Funktion nahm er im Januar 1930 auch als Unterhändler an der Londoner Flotten-Konferenz teil. Das Amt des Kolonialministers übte er vom 2. März bis zum 13. Dezember 1930 auch im zweiten Kabinett von Premierminister Tardieu aus. Wenige Wochen später übernahm er vom 27. Januar 1931 bis zum 16. Februar 1932 in den ersten drei Kabinetten von Premierminister Pierre Laval den Posten als Haushaltsminister (Ministre du Budget) sowie zwischen dem 20. Februar und dem 3. Juni 1932 den des Ministers für nationale Verteidigung (Ministre de la Défense nationale) im dritten Kabinett Tardieu. In dieser Funktion war er im Februar 1932 auch Delegierter bei der Genfer Abrüstungskonferenz.
Im ersten Wahlgang zur Nationalversammlung am 1. Mai 1932 wurde er mit 7.716 Stimmen erneut zum Mitglied der Nationalversammlung gewählt und konnte sich abermals gegen Giacobbi durchsetzen, auf den diesmal 5.558 Wählerstimmen entfielen. Im ersten Kabinett von Premierminister Albert Sarraut bekleidete er vom 26. Oktober bis zum 26. November 1933 abermals das Amt des Kolonialministers. Später war er vom 30. Januar bis zu seinem Rücktritt am 4. Februar 1934 kurzzeitig Finanzminister (Ministre des Finances) im zweiten Kabinett von Premierminister Édouard Daladier. Im Anschluss fungierte er zwischen dem 9. Februar 1934 und dem 4. Juni 1936 als Marineminister (Ministre de la Marine) im zweiten Kabinett von Premierminister Gaston Doumergue, im ersten Kabinett von Pierre-Étienne Flandin, im Kabinett von Premierminister Fernand Bouisson, im vierten Kabinett von Pierre Laval sowie im zweiten Kabinett von Premierminister Albert Sarraut. Als Marineminister war er für die Kriegsmarine zuständig und setzte die Projektes seines Vorgängers Georges Leygues um. Dazu gehörte die Fertigstellung der Schnellen Schlachtschiffe Dunkerque und Strasbourg sowie die Kiellegung der Schlachtschiffe Richelieu und Jean Bart. Während der Abwesenheit von Louis Barthou war er zwischen Juni und Juli 1934 zudem Außenminister ad interim.

### Zweiter Weltkrieg, Botschafter in Spanien und Auszeichnungen

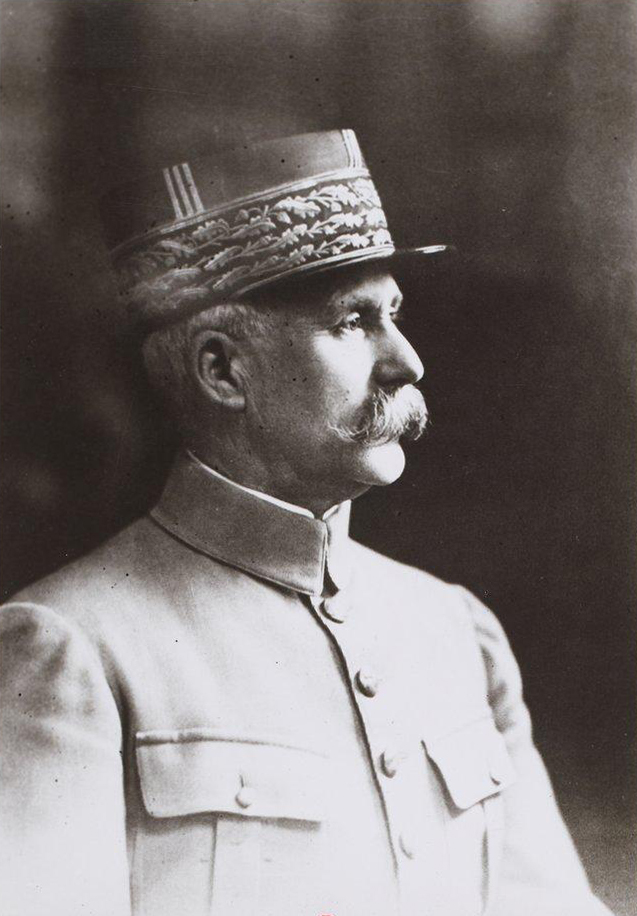
Während des Vichy-Regimes von Marschall Philippe Pétain war Piétri 1940 zunächst Kommunikationsminister sowie danach als Nachfolger Pétains zwischen 1940 und 1944 Botschafter in Spanien

Am 26. April 1936 wurde Piétri für die Alliance des républicains de gauche et des radicaux indépendants (ARGRI) im ersten Wahlgang mit 7.581 Wählerstimmen wieder zum Mitglied der Abgeordnetenkammer gewählt und konnte sich deutlich gegen seinen neuen Gegenkandidaten Casalta durchsetzen, auf den 4.635 Stimmen entfielen. In der Folgezeit war er Mitglied der Ausschüsse für die Handels- und Kriegsmarine, für Finanzen sowie Allgemeine Wahlen sowie Mitglied der Unterausschüsse für nationale Verteidigung und Marine.
Nach Beginn des Zweiten Weltkrieges war er im November 1939 sowie zwischen April und Mai 1940 kommissarischer Berichterstatter der Abgeordnetenkammer für Korsika sowie am 20. Juni 1940 Parlamentarischer Delegierter beim Präsidenten der Republik in Bordeaux. Am 10. Juli 1940 gehörte er zu den Mitgliedern des Kongresses von Vichy, bei dem die Mitglieder der Nationalversammlung mit 569 gegen 80 Stimmen ein Gesetz verabschiedeten, mit dem Marschall Philippe Pétain ermächtigt wurde, in einem oder mehreren Akten eine Verfassung für den État français zu verkünden. Piétri stimmte dabei für Pétain. Im Anschluss war er zwischen dem 12. Juli und dem 5. September 1940 Kommunikationsminister (Ministre des Communications) im zweiten Kabinett Pétain. Zuletzt war Piétri, der auch Mitglied des Internationalen Olympischen Komitees (IOC) war, als Nachfolger von Philippe Pétain zwischen 1940 und 1944 als Botschafter in Spanien. Für diese Tätigkeit wurde er 1948 zu fünf Jahren nationaler Unwürdigkeit (Indignité nationale) verurteilt; das Urteil wurde 1950 aufgehoben.
Für seine langjährigen Verdienste wurde Piétri mehrmals ausgezeichnet und erhielt unter anderem das Ritterkreuz der Ehrenlegion, das Croix de guerre, die Médaille commémorative de la bataille de Verdun, den Kronenorden von Belgien als Großoffizier, den Orden der Krone von Italien als Großoffizier, den Orden des Weißen Adlers von Serbien als Großoffizier, den Stern von Rumänien als Großoffizier, den Orden de Isabel la Católica als Großoffizier, den Ouissam Alaouite als Großoffizier, den Nischan el Iftikhar als Großoffizier, den Orden Karls III. als Kommandeur, den Ritterorden der hl. Mauritius und Lazarus als Kommandeur sowie den Orden der Eichenkrone als Kommandeur.

## Veröffentlichungen
Neben seiner politischen Laufbahn war Piétri auch als Schriftsteller tätig und verfasste neben zahlreichen Büchern auch Beiträge für Zeitschriften wie die 1829 gegründete Revue de Paris, die Revue de France, die Wochenzeitung L’Illustration und die L’Information. 1956 erhielt er für sein literarisches Gesamtwerk den Grand Prix Gobert. Zu seinen bekanntesten Werken gehören:
- L’Antagonisme économique du Nord et du Sud de l’Italie, 1904
- Le compte de la pacification marocaine, 1920
- Régimes monétaires et finances coloniales, 1923
- Nos dettes de guerre, 1926
- La querelle du franc, 1928
- Le Financier, 1931
- Justice et injustice fiscale, 1933
- La réforme de l’Etat au XVIIIe siècle, 1934
- Veillons au salut de l’Empire, 1937
- Lucien Bonaparte, 1939
- La France et la mer, 1940
- Mes anneés d'Espagne, 1940-1948, 1954
- Napoléon et le Parlement, 1955
- L’Espagne du siécle d’or, 1959
- Napoléon et les Israélites, 1965